# Mic Tyson
Mic Tyson è il terzo e ultimo album in studio del rapper statunitense Sean Price, pubblicato nel 2012.

## Tracce
1. The Genesis of Omega – 2:00
2. Bar-Barian – 2:09
3. Pyrex – 2:34
4. Price & Shining Armor (featuring Ruste Juxx) – 3:04
5. Title Track – 2:30
6. Straight Music – 2:09
7. STFU, Pt. 2 – 2:58
8. Hush – 2:35
9. Solomon Grundy (featuring Ike Eyes & Ill Bill) – 3:48
10. Frankenberry (featuring Buckshot) – 2:20
11. BBQ Sauce (featuring Pharoahe Monch) – 3:05
12. Bully Rap (featuring Realm Reality) – 3:45
13. By the Way (featuring Torae) – 2:24
14. Battering Bars (featuring Pumpkinhead) – 2:52
15. The Hardest Nigga Out – 2:47